# تیم ملی فوتبال ساحلی پرتغال
تیم ملی فوتبال ساحلی پرتغال نماینده پرتغال در مسابقات بین‌المللی فوتبال ساحلی و یکی از بهترین تیم‌های فوتبال ساحلی جهان است. تیم ملی فوتبال ساحلی پرتغال قهرمان ٣ دوره جام‌های جهانی فوتبال ساحلی در سال های ٢٠٠١، ٢٠١۵ و ٢٠١٩ است.